# Laç
Laç là một đô thị trong quận Kurbin thuộc hạt Lezhë, Albania. Dân số năm 2005 là 19472 người.